# Ceremoșna, Poliske
Ceremoșna (în ucraineană Черемошна) este un sat în comuna Ordjonikidze din raionul Poliske, regiunea Kiev, Ucraina.

## Demografie
Componența lingvistică a localității Ceremoșna
     Ucraineană (97,92%)
     Rusă (2,08%)
Conform recensământului din 2001, majoritatea populației localității Ceremoșna era vorbitoare de ucraineană (97,92%), existând în minoritate și vorbitori de rusă (2,08%).